# Vånevik
Vånevik is een plaats in de gemeente Oskarshamn in het landschap Småland en de provincie Kalmar län in Zweden. De plaats heeft 152 inwoners (2000) en een oppervlakte van 32 hectare.